# 사츠키 (래퍼)
사츠키(2000년 ~)는 대한민국의 래퍼다. 2018년 11월 20일 'I'm real'로 정식 데뷔했다.

## 방송
- 고등래퍼 2 (2018) - Top32
- 수퍼비의 랩 학원 (2019) - Top24

## 음반
- JESUS SAVED $ATSUKI (2022)